# Schopfheim
Schopfheim (în alemanică Schopfe) este un oraș din landul Baden-Württemberg, Germania.

## Istorie
Așezările componente ale Schompfeimului au avut numeroase istorii separate. Wiechs a fost inițial parte a posesiunilor Abației Sfântului Gall, înainte de a fi donat Abației Sfântului Blasiu. Asemenea a fost soarta satului Eichen, care de asemenea a fost retrocedat mai târziu casei de Röttler. Langenau, Gersbach și Ekenstein au trecut de la Sf. Blasiu la familia de Zähringen, de origine suebă, iar Fahrnau, Raibach și Kürnberg la Dioceza de Constanța. Schopfheim în sine va fi proprieatea a numeroase familii juniore Casei de Baden. Până la începutul secolului XIX, toate aceste sate vor ajunge sub comanda fie a Magriavatului de Baden, fie a Electorului de Baden, iar până la finele anilor 1970, toate vor fi contopite în același oraș datorită creșterii sale.